# Cell broadcast

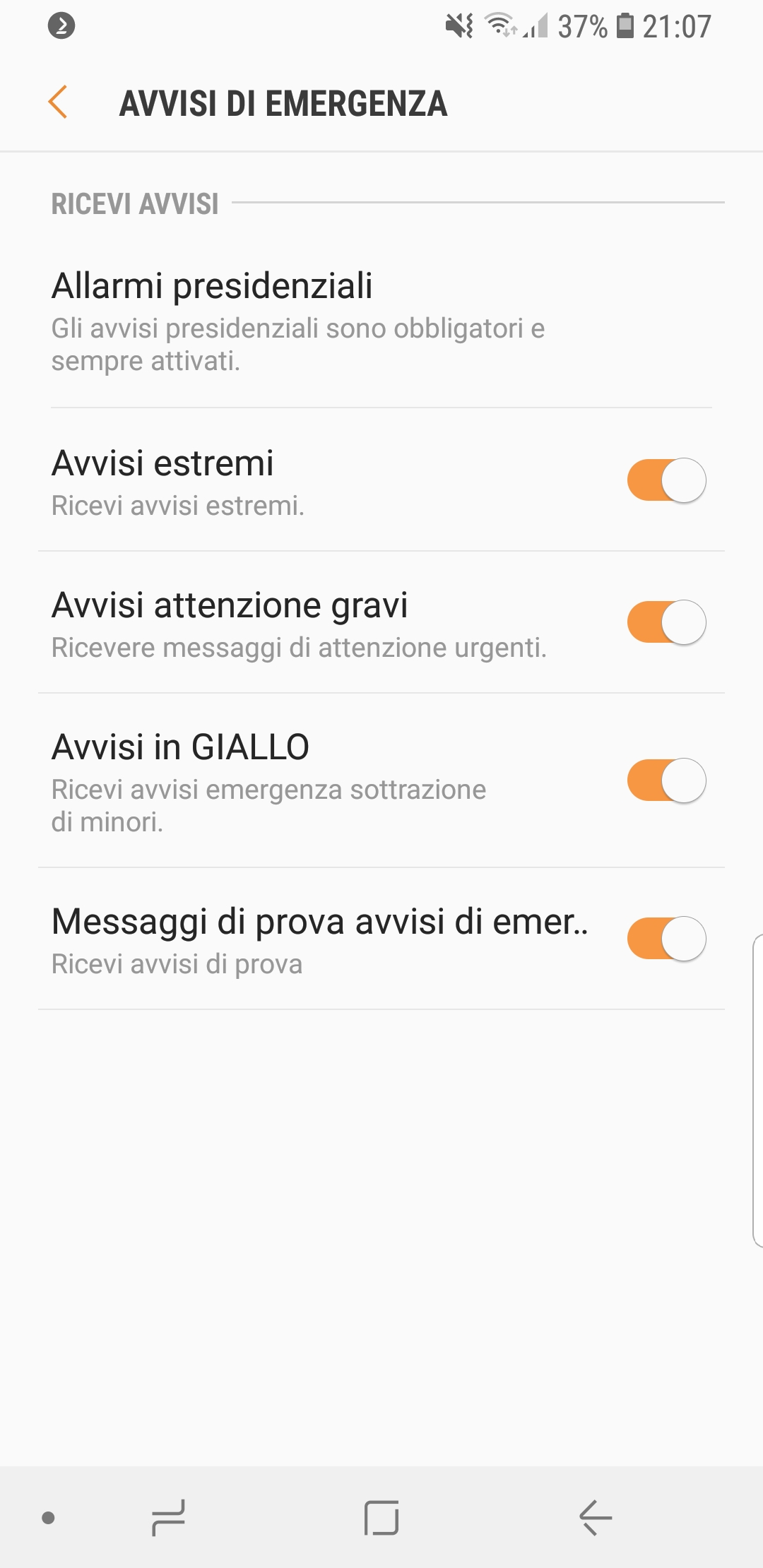
Avvisi di emergenza, la funzione di Cell Broadcast integrata su Android 8.0

Il cell broadcast è una modalità di comunicazione unidirezionale e generalizzata di brevi messaggi di testo prevista nelle attuali reti di telefonia cellulare. 
La messaggistica Cell Broadcast / Cell Information (CB) è una funzionalità tecnologica mobile definita dal comitato GSM dell'ETSI e fa parte degli standard 2G, 3G, 4G LTE e 5G. È anche noto come Short Message Service-Cell Broadcast (SMS-CB).
Cell broadcast è un servizio di messaggistica uno-a-molti con targeting geografico (Geo-targeting) e geo-recintato (Geo-fencing).

## Storia
Originariamente sviluppato per le prime reti digitali 2G (specifiche GSM 03.41 e 03.49), è stato successivamente ripreso nelle successive reti 3G (specifiche UMTS), nonché nei documenti 3GPP. 
La realizzazione tecnica del servizio di Cell broadcast è descritta nella specifica in 3GPP TS 23.041.
Cell Broadcast Centre (CBC), un sistema che è la fonte di SMS-CB, è collegato a un BSC in reti GSM, a un RNC in reti UMTS, a un MME in reti LTE o a una AMF in reti 5G.
- L'interfaccia 2G-CBC (BSC) è descritta nello standard 3GPP TS 48.049;
- L'interfaccia 3G-CBC (RNC) è descritta nello standard 3GPP TS 25.419;
- L'interfaccia 4G-CBC (MME) è descritta nello standard 3GPP TS 29.168;
- L'interfaccia 5G-CBC (AMF) è descritta nello standard 3GPP TS 29.518.

## Caratteristiche
Il servizio cell broadcast prevede la trasmissione, da parte di ciascuna cella della rete, di brevi messaggi di testo fino a 1395 caratteri (composti da blocchi di 93 caratteri, con possibilità di concatenare fino a 15 blocchi) destinati a tutte le stazioni mobili presenti nella propria area di competenza. I messaggi possono essere inviati da tutte le celle della rete o solo da quelle comprese in una specifica "cell broadcast area" (che può coincidere con una cella singola o un gruppo di celle geograficamente vicine).
Le stazioni mobili hanno generalmente la possibilità di ignorare i messaggi CB non richiesti, che sono per questo classificati in base a opportune classi di servizio. Ogni messaggio ha anche un numero di serie e di versione per consentire alle stazioni mobili di determinare se si tratta di un nuovo messaggio da elaborare (e presentare all'utente se richiesto) o di un messaggio già ricevuto e quindi da ignorare. Il numero di trasmissioni e la frequenza di ripetizione dei messaggi possono essere concordate tra l'operatore e il fornitore di informazione, in funzione del contenuto informativo e dei rispettivi accordi commerciali.
Il vantaggio del cell broadcast rispetto alle altre modalità di comunicazione risiede principalmente nella possibilità di raggiungere in tempi brevissimi un numero molto elevato di utenti che si trovano in un'area geografica determinata, senza generare alcun carico aggiuntivo sulla rete stessa in quanto i messaggi non sono singolarmente indirizzati e vengono trasmessi, almeno in parte, su canali di controllo indipendenti dal traffico. Ciò li rende particolarmente adatti all'uso in caso di emergenza.

## Usi
Il servizio cell broadcast può essere utilizzato, ad esempio:
- dall'operatore stesso, per veicolare informazioni di servizio relative alla composizione o allo stato della rete o a sua specifica area (nome operatore, nome zona geografica di competenza[1], informazioni sulle celle, ecc.);
- da altri fornitori di contenuti, per la diffusione di notizie o informazioni commerciali personalizzate in funzione della posizione dell'apparato mobile (bollettini meteo, informazioni sul traffico, pubblicità mirata, ecc.);
- dalle autorità pubbliche, per informazioni di servizio o di emergenza relative a una zona specifica o all'intera rete (eventi naturali, incidenti, ecc.), come avviene ad esempio con il sistema di allerta precoce dei terremoti in Giappone.

La messaggistica CB può essere attivata anche per uno o più canali specifici (ovviamente vanno configurati, ciascuno è identificato da numero e nome). Per non visualizzare più i messaggi SMS/CB occorre disattivare la funzione di Canali Broadcast (o etichetta simile).

## Implementazioni Avvisi di emergenza

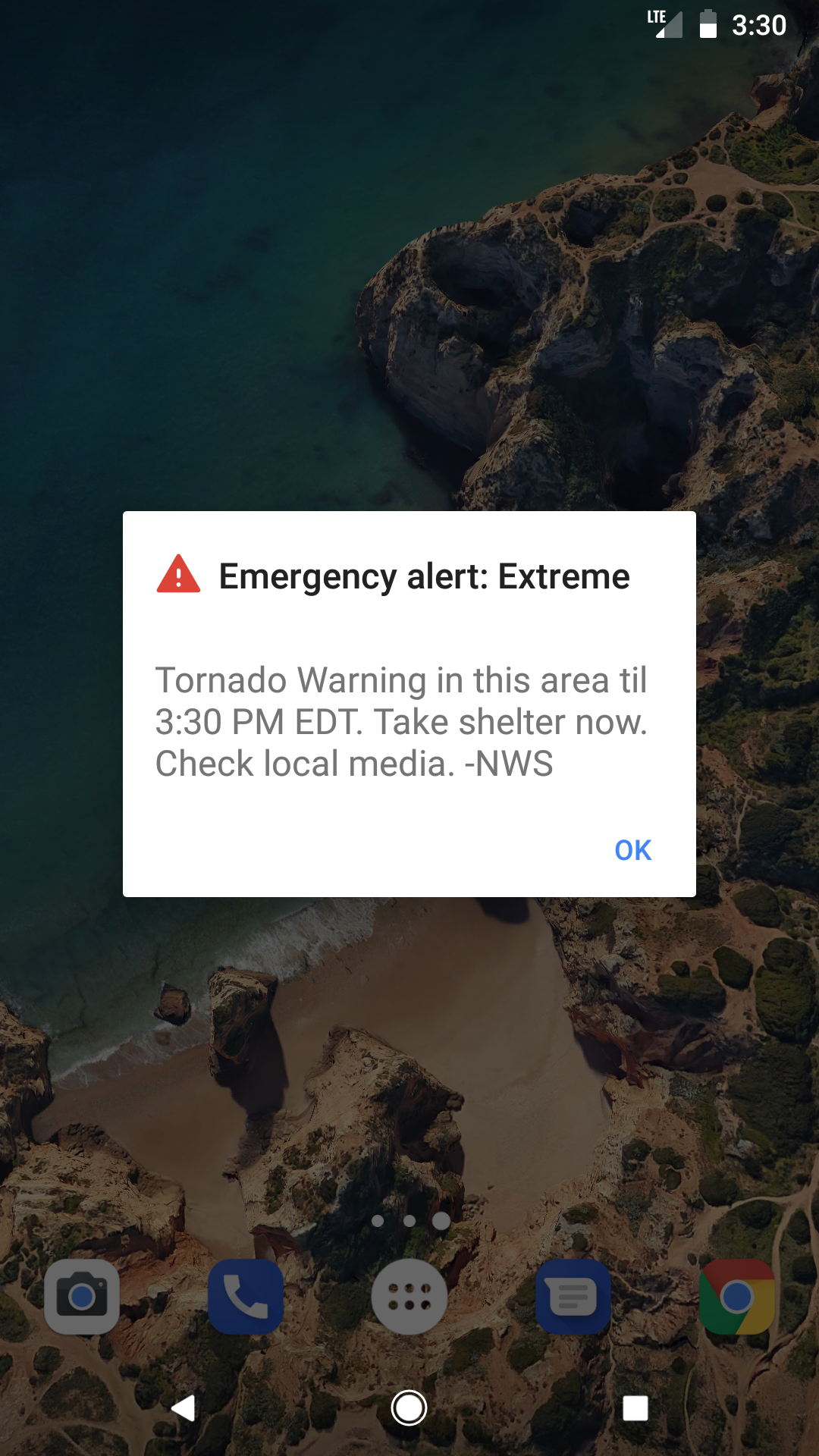
Un esempio di un messaggio Cell Broadcast effettivo su uno smartphone Android, che indica un avviso tornado negli Stati Uniti

Molti paesi hanno recentemente implementato sistemi di allarme basati sulla localizzazione basati su standard di broadcast cellulari, EU-Alert e CMAS. I messaggi di avviso alla popolazione, già trasmessi da vari media, vengono inoltrati tramite la rete cellulare tramite la rete mobile.
- Giappone - J-Alert - Early Warning del terremoto
- Canada - Alert Ready
- Stati Uniti - Wireless Emergency Alerts
- Nuova Zelanda - Emergency Mobile Alert
- Emirati Arabi Uniti - UAE-Alert dal 2016
- Oman - OMAN-Alert dal 2019
- Unione europea - EU-Alert
- Paesi Bassi - NL-Alert
- Lituania - LT-Alert
- Romania - RO-Alert
- Grecia - GR-Alert (alla fine del 2019)
- Italia - IT-Alert[2][3][4][5] sito web: www.it-alert.it
- Corea del Sud - Korean Public Alert Service
- Taiwan - Public Warning System
- Sri Lanka - Disaster and Emergency Warning Network (DREWN)
- Filippine - Emergency Cell Broadcast System (ECBS)
- Cile - Sistema de Alerta de Emergencias (SAE)
- Perù - SISMATE (per 2020)

### IT-Alert

Varie fasi di adozione del sistema di allarme pubblico EU-Alert in Europa

IT-Alert è un sistema di allarme pubblico della protezione civile per l'informazione diretta alla popolazione, che dirama ai telefoni cellulari presenti in una determinata area geografica, tramite tecnologia Cell Broadcast, messaggi utili in caso di gravi emergenze o catastrofi imminenti o in corso.
Il sistema è in fase di sviluppo e sperimentazione dal 2019, con diversi test prima online sulla piattaforma Telegram nel 2020, poi con delle esercitazioni in loco nel 2022.
Cosi come in altri sistemi in uso nel mondo, l'allerta viene ricevuta da tutti i dispositivi mobili presenti nell'area d'interesse, mostrando una notifica in primo piano, insieme a un segnale acustico distinto da quello usato normalmente dal proprio apparato.
IT-Alert recepisce la direttiva UE 2018/1972 in merito alla creazione di un "sistema di allarme pubblico" comunitario (EU-Alert). Nel febbraio 2023, è stata approvata la normativa che disciplina l'uso del sistema di allerta.
Il 28 giugno 2023 si è svolto un test su larga scala del sistema di allarme all'interno della regione Toscana, il quale sarà seguito da una campagna di test nazionali prima di rendere il sistema pienamente operativo.

## Canali
- Canale 000 - Indice
- Canale 010 - Notizie lampo
- Canale 020 - Ospedali
- Canale 022 - Dottori
- Canale 024 - Farmacie
- Canale 030 - Viabilità strade a lunga percorrenza
- Canale 032 - Viabilità strade locali
- Canale 034 - Taxi
- Canale 040 - Condizioni meteorologiche
- Canale 050 - Distretto (provincia)
- Canale 052 - Informazioni sulla rete
- Canale 054 - Servizi tramite operatore
- Canale 056 - Elenco abbonati nazionale
- Canale 057 - Elenco abbonati internazionale
- Canale 058 - Servizio clienti nazionale
- Canale 059 - Servizio clienti internazionale

## Il cell broadcast in Italia
In Italia il solo canale abilitato è stato il n. 050. L'impiego originario era connesso a un tipo di tariffazione basata sulla posizione dell'utente: nel caso specifico, le chiamate effettuate dal proprio distretto di residenza erano tariffate a un costo minore.